# Kate Courtney
Kate Courtney (Marin County, 29 oktober 1995) is een Amerikaans mountainbikester. Ze werd in 2018 wereldkampioene op de Olympische afstand.

## Palmares

### Mountainbiken

#### Elite
| Seizoen | Wereldbeker                                  | OS  | WK   | PK   | AK   | Overige                                            | Totaal aantal zeges |
| ------- | -------------------------------------------- | --- | ---- | ---- | ---- | -------------------------------------------------- | ------------------- |
| 2017    |                                              | NVT | NVT  | NVT  | Goud | Fontana, Eastern Grind, Monterey, Boston           | 5                   |
| 2018    |                                              | NVT | Goud | DNS  | Goud |                                                    | 2                   |
| 2019    | Albstadt, Nové Město, Les Gets einklassement | NVT | 5e   | Goud | Goud | Vail Lake, Aguascalientes, Solothurn, Bonelli Park | 9                   |
| 2020    |                                              |     |      |      |      | Lythrodontas                                       | 1                   |
| 2021    |                                              |     |      |      |      | Capoliveri                                         | 1                   |
|         |                                              |     |      |      |      |                                                    |                     |
| Totaal  | 3                                            | 0   | 1    | 1    | 3    | 10                                                 | 18                  |

#### Jeugd
| Categorie | Seizoen | Wereldbeker                                                           | OS  | WK     | PK   | AK    | Overige | Totaal aantal zeges |
| --------- | ------- | --------------------------------------------------------------------- | --- | ------ | ---- | ----- | ------- | ------------------- |
| Junioren  | 2012    | Windham                                                               | NVT | DNF    | NVT  | Brons |         | 1                   |
| Junioren  | 2013    | Mont-Sainte-Anne                                                      | NVT | 6e     | Goud | Goud  |         | 3                   |
| Junioren  | Totaal  | 2                                                                     | 0   | 0      | 1    | 1     | 0       | 4                   |
| Beloften  | 2014    |                                                                       | NVT | 13e    |      | Goud  |         | 1                   |
| Beloften  | 2015    |                                                                       | NVT | 9e     | Goud | Goud  |         | 2                   |
| Beloften  | 2016    | Cairns                                                                | NVT | 5e     |      | Goud  |         | 2                   |
| Beloften  | 2017    | Nové Město, Lenzerheide, Mont-Sainte-Anne, Val di Sole eindklassement | NVT | Zilver |      | Goud  |         | 5                   |
| Beloften  | Totaal  | 5 (1x eindklassement)                                                 | 0   | 0      | 1    | 4     | 0       | 10                  |